# Slave to the Rhythm
„Slave to the Rhythm“ је пјесма америчког извођача Мајкла Џексона. Пета је по реду на Џексоновом другом постхумном албуму „Xscape“. Иако није објављена као сингл, нашла се на неколико значајних музичких топ-листа услед дигиталних преузимања и репродуковања у медијима. Такође имају и верзије са млађим певачем  Џастином Бибером.
Сони Мобајл је искористио исјечак пјесме у промотивној кампањи за мобилни телефон Xperia Z2. Изведена је уживо 2014. године на додјели Билборд музичких награда. Због популарности који је стекао поменути наступ, пјесма је дебитовала на четрдесет и петом мјесту топ-листе „Билборд хот 100“ чиме је постала Џексонова педесета пјесма која се нашла на том списку.